# Terra Nova (loď)
Terra Nova byla šroubová paroplachetní velrybářská loď s barkovým oplachtěním, která sloužila polárním výpravám. Známou se stala nasazením v britské antarktické expedici mezi lety 1910–1913, během níž zahynul vedoucí výpravy Robert Falcon Scott.

## Konstrukce
Terra Nova (z latiny; anglicky Newfoundland, česky Nová Země) byla postavena v roce 1884 společností Alexander Stephen and Sons v Dundee jako loď pro velrybaření a lov tuleňů. Konstrukčně byla vhodná na cesty do polárních oblastí.
Deset let se účastnila sezónních lovů tuleňů v Labradorském moři, což prověřilo její vlastnosti v náročných podmínkách a vhodnost pro polární expedice.

## Podpora expedic
V roce 1903 plula s další bývalou velrybářskou lodí SY Morning pomoci vyprostit plavidlo Discovery uvězněné v ledu McMurdo Sound, na němž se přepravovala první britská polární výprava Discovery.
Po návratu z Antarktidy ji zakoupil americký milionář William Ziegler. Následně se plavila pod vedením norského kapitána Kjelda Kjeldsena. Ze Země Františka Josefa odvezla členy expedice Zieglera a Fialy do Norska. Během výpravy došlo ke ztrátě lodi America, zničené svírajícím ledem při pokusu proniknout k severnímu pólu.
V roce 1906 se Terra Nova vrátila do Newfoundlandu, kde plnila obchodní povinnosti tehdejších vlastníků z firmy Bowring Brothers.

## Britská antarktická expedice
V roce 1909 odkoupil Terru Novu britský kapitán Robert Falcon Scott za 12 500 liber, jakožto hlavní expediční loď plánované polární výpravy Terra Nova. Pro pohyb v ledových sevření byla vyztužena na bocích a zádi dubovým dřevem.

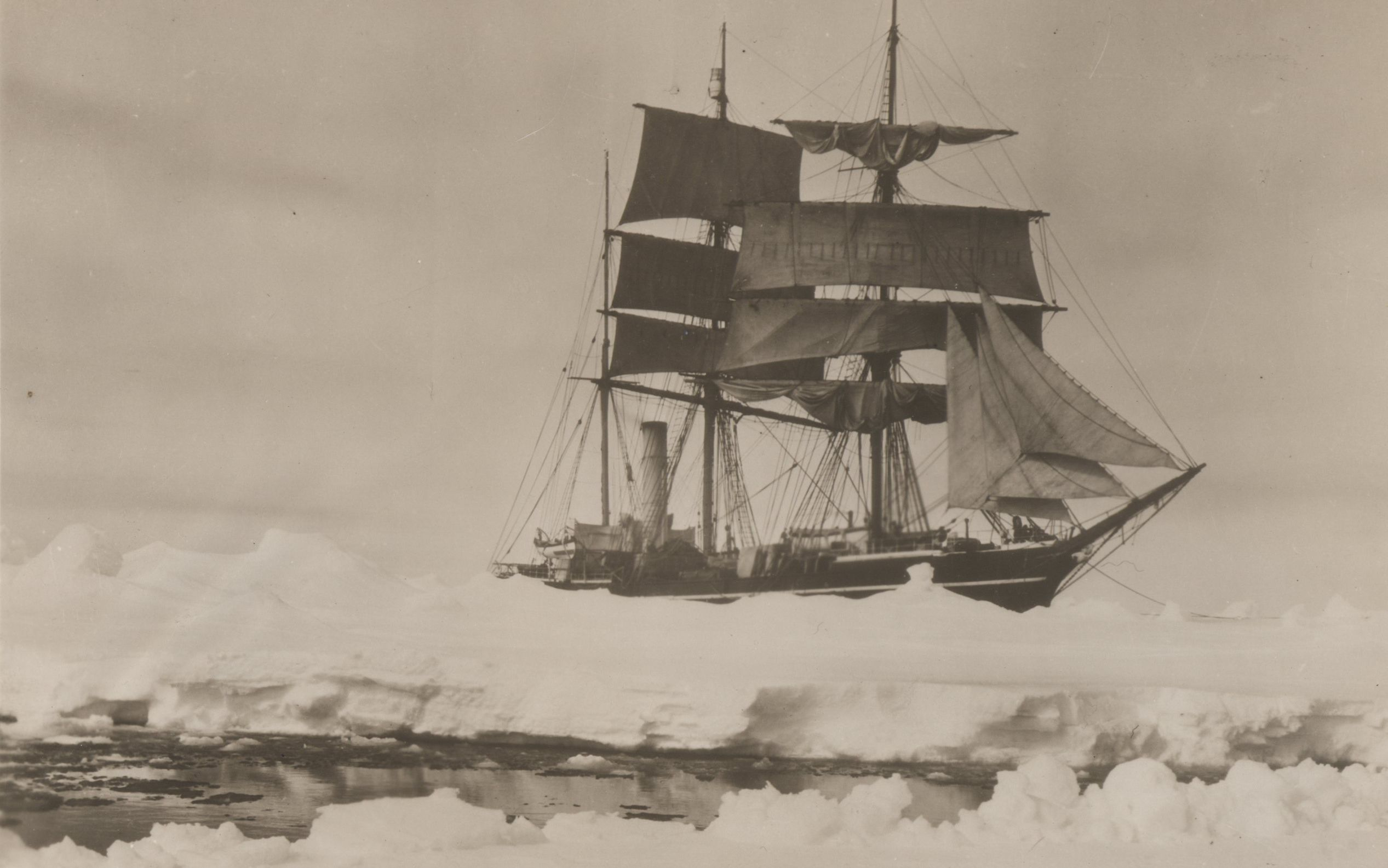
Terra Nova v prosinci 1910, foto Herbert Ponting

Z cardiffských doků vyplula 15. června 1910 pod velením kapitána Scotta, který její následný střet s ledem popsal slovy: „Nádherně překrásná ledová loď … když mohutnými otřesy narážela do ker, klestila si cestu skrz lámáním, skřípěním a točením, ve snaze vyhnout se dalším, vypadala jako živá věc svádějící mohutný boj.“
Ačkoli dvacet čtyři důstojníků a vědečtí pracovníci prováděli u břehů Viktoriiny země pozorování a experimenty v řadě oborů – biologii, geologii, glaciologii, meteorologii a geofyzice, hlavní událostí výpravy se stalo úmrtí Scotta a čtyř jeho souputníků. Scott, Henry Bowers, Edgar Evans, Lawrence Oates a Edward Wilson přezimovali na Evansově mysu Rossova ostrova. Poté se vydali na cestu k jižnímu pólu s cílem stanout na jižní točně jako první lidé v historii a porazit tak paralelní Amundsenovu expedici z lodě Fram. Na startu měli k dispozici traktory a sibiřské poníky. Posledních 1 300 kilometrů trasy již putovali bez podpory. Pólu dosáhli 17. ledna 1912. Na místě však nalezli Amundsenův stan se zprávou datovanou 34 dní nazpět. Během návratu všech pět mužů zahynulo. Tři umrzlá těla byla nalezena o osm měsíců později v listopadu 1912.

## Období 1913–1943

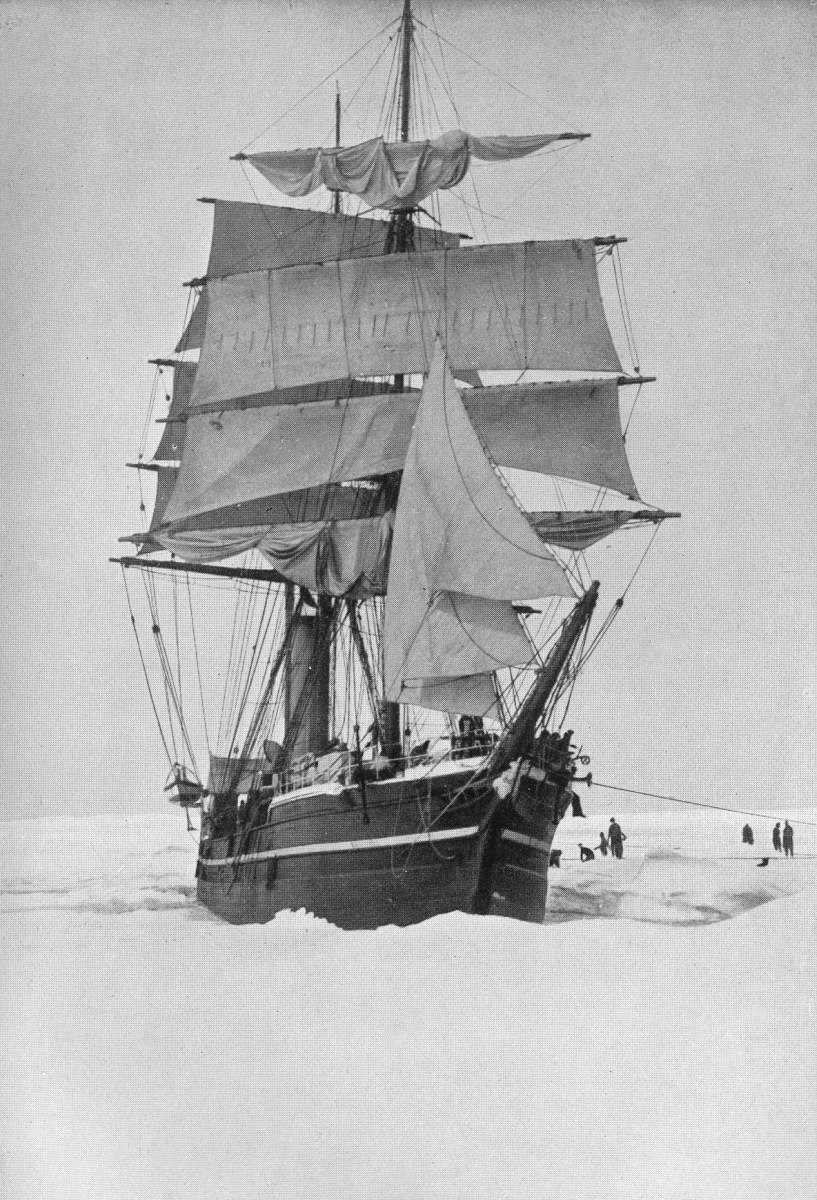
Terra Nova v objetí ledu

Po návratu z Antarktidy byla Terra Nova odkoupena v roce 1913 zpět předešlými majiteli, kteří ji využívali pro rybářský průmysl a lov tuleňů ve vodách Newfoundlandu. Roku 1918 ji najala společnost DOSCO pro přepravu uhlí z dolů v novoskotském North Sydney na ostrov Bell Island v provincii Newfoundland a Labrador. V únoru 1918 také pomáhala při neštěstí plavidla Florizel.
Roku 1942 si ji pronajala společnost Newfoundland Base Contractors pro odvezení zásob na stanici v Grónsku. Signál SOS vyslala 12. září 1943 ve 22.05 hodin, když voda zcela zatopila kotle a čerpadla byla nefunkční. Kutry americké pobřežní stráže Atak, Amarok, Laurel a Manitou, nacházející se v grónském perimetru, na tísňové volání zareagovaly. Atak dorazil k lodi 13. září. Všichni členové posádky byli zachráněni a plavidlo zapáleno. Amarok a Manitou se otočily nazpět a Laurel pokračoval na souřadnice Terry Novy. Hořící loď byla potopena výstřelem v 16.25 hodin téhož dne na souřadnicích 60° 15' 15" severní šířky a 45° 55' 45" západní délky.

## Artefakty
Galionová figura z Terry Novy byla sejmuta v roce 1913 a odeslána do velšského národního muzea. Lodní zvon je vystaven ve Scottově polárním vědeckém institutu, součásti Cambridgeské univerzity. Artefakt ústavu věnovala lady Nicholsonová 20. října 1952 poté, co jej obdržela od synovce Ela Atkinsona, chirurga poslední Scottovy expedice. Kompasnice lodi je vystavena v apartmá přístavní cardiffské budovy Pierhead Building, nedaleko níž vyplula Scottova výprava.
K nalezení vraku Terry Novy došlo v červenci 2012 plavidlem Falkor, vlajkovou lodí Schmidtova oceánského institutu.